# سيسيل ر. بلير
سيسيل ر. بلير (بالإنجليزية: Cecil R. Blair) هو فلاح وشخصية أعمال وسياسي أمريكي، ولد في 2 أبريل 1916 في الولايات المتحدة، وتوفي في 6 يوليو 2001 في هيوستن في الولايات المتحدة. حزبياً، نشط في الحزب الديمقراطي. وقد انتخب عضو مجلس ولاية لويزيانا وانتخب عضو مجلس نواب لويزيانا.